# Râul Strâmba, Șercaia
Râul Strâmba este un afluent al râului Șercaia.  

## Hărți
- Harta județul Brașov
- Harta munții Perșani  Arhivat în 13 iunie 2008, la Wayback Machine.